# Mealasta
Mealasta (en gaèlic escocès, Eilean Mhealastadh) és una illa localitzada en l'arxipèlag de les Hèbrides Exteriors, a Escòcia.
L'illa està situada a aproximadament 900 m a l'oest de la costa de Lewis i a 6 km al sud de Brenish (Breanais). Ocupa una superfície de 124 hectàrees i la seva altitud màxima sobre el nivell del mar és de 77 metres, al cim del Cnoc Àrd.
La costa est té una platja d'arena neta, mentre que la costa oest és rocosa.  L'illa té una base de roca gneis, algunes de les quals contenen un color vermellós quars. 